# Марев
Марев (пол. Mariew) — село в Польщі, у гміні Старі Бабиці Варшавського-Західного повіту Мазовецького воєводства.
Населення — 317 осіб (2011).
У 1975-1998 роках село належало до Варшавського воєводства.

## Демографія
Демографічна структура станом на 31 березня 2011 року:
|          | Загалом | Допрацездатний вік | Працездатний вік | Постпрацездатний вік |
| -------- | ------- | ------------------ | ---------------- | -------------------- |
| Чоловіки | 158     | 31                 | 106              | 21                   |
| Жінки    | 159     | 34                 | 81               | 44                   |
| Разом    | 317     | 65                 | 187              | 65                   |